# Gentiana burseri
Gentiana burseri és una espècie de planta fanerògama que pertany a la família de les gencianàcies (Gentianaceae). És popularment coneguda com gençana, gençana negra, genciana, genciana de Burser, genciana groga o herba gençana.

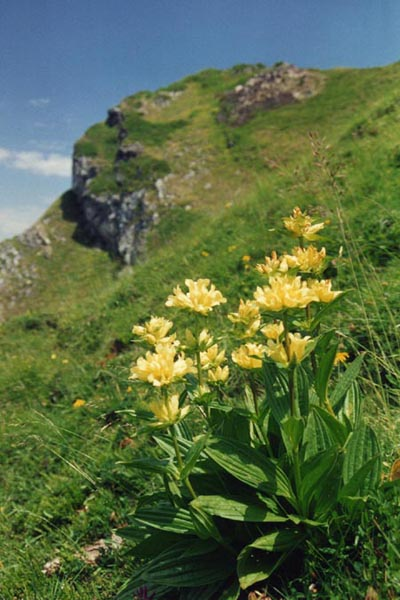
Vista de la planta

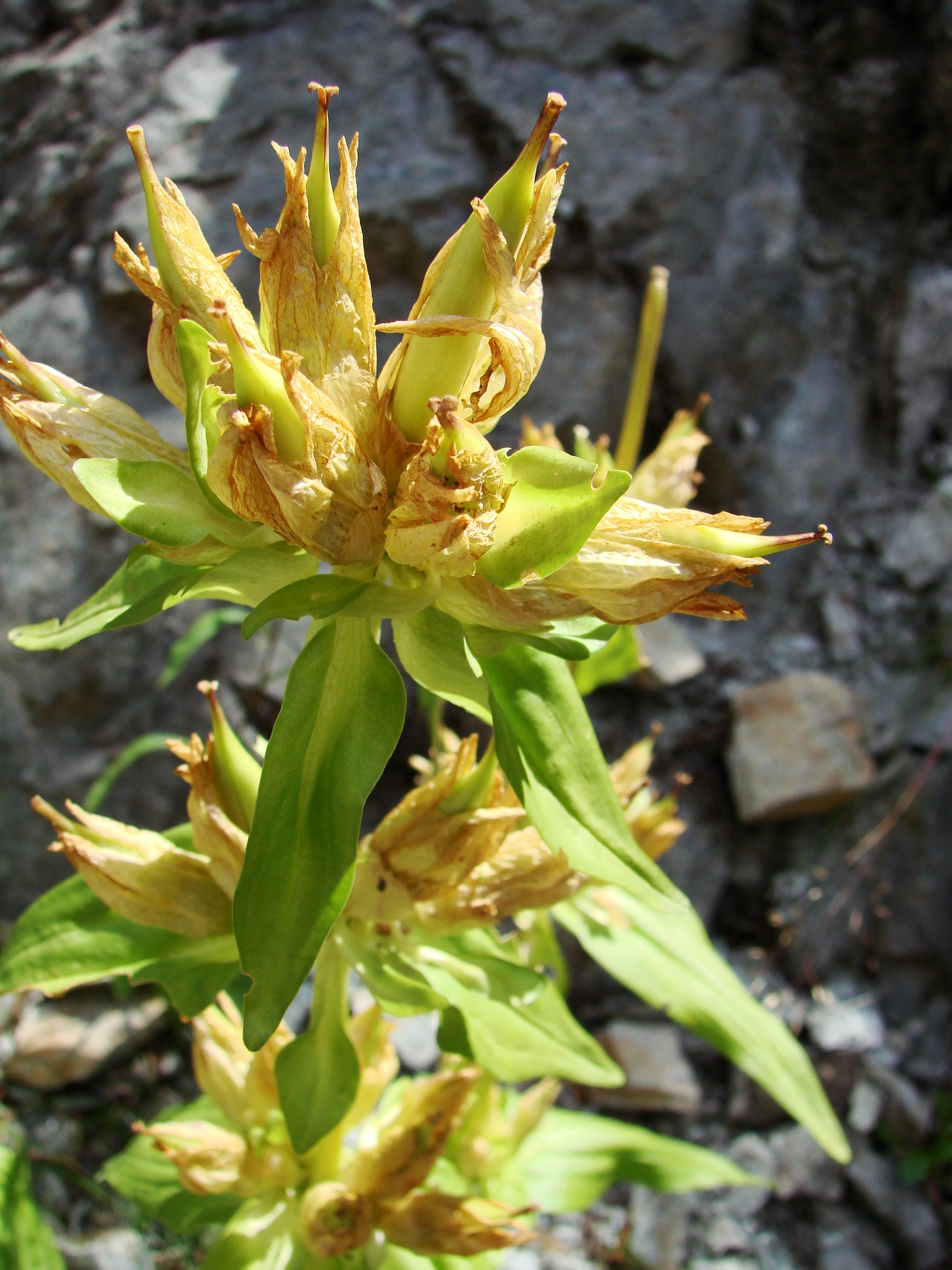
Inflorescència

## Descripció
Gentiana burseri és una herba de gran port perenne, de fulles grans el·líptiques o lanceolades, verd grisós, amb nervis ben marcats; les inferiors peciolades. Les flors són acampanades de color groc clar, tacades amb punts foscos.

## Distribució i hàbitat
Gentiana burseri és una planta de muntanya que es troba als Pirineus i els Alps. Han estat identificades 2 subespècies: Gentiana burseri subsp. burseri, endèmica dels Pirineus, i Gentiana burseri subsp. villarsii (Griseb.) Rouy, endèmica dels Alps.
En el seu hàbitat creix en pastures humides, barrancs o clarianes de pi negre en substrat silici o calcari molt acidificat.

## Observacions
Comparteix amb Gentiana lutea el seu gran port i el color groc de les flors, cosa que les distingeix de la resta de les gencianàcies, que són de talla baixa i color blau. És habitual trobar insectes, sobretot formigues, a les seves flors.

## Taxonomia
Gentiana burseri va ser descrita per Philippe-Isidore Picot de Lapeyrouse i publicat a Histoire Abrégée des Plantes des Pyrénées 132, a l'any 1813.
Etimologia
Gentiana: Segons Plini el Vell i Dioscòrides Pedaci, el seu nom deriva del de Genci, rei de Il·líria en el segle ii, a qui s'atribuïa el descobriment del valor curatiu de la Gentiana lutea.
burseri: epítet atorgat en honor del botànic Joachim Burser.
Citologia
El nombre de cromosomes de Gentiana burseri (Fam. Gentianaceae) i taxons infraespecífics: 2n=40.
Sinonímia
- Gentiana punctata subsp. burseri (Lapeyr.) Bonnier & Layens[9][10]